# Svartbäcksskolan

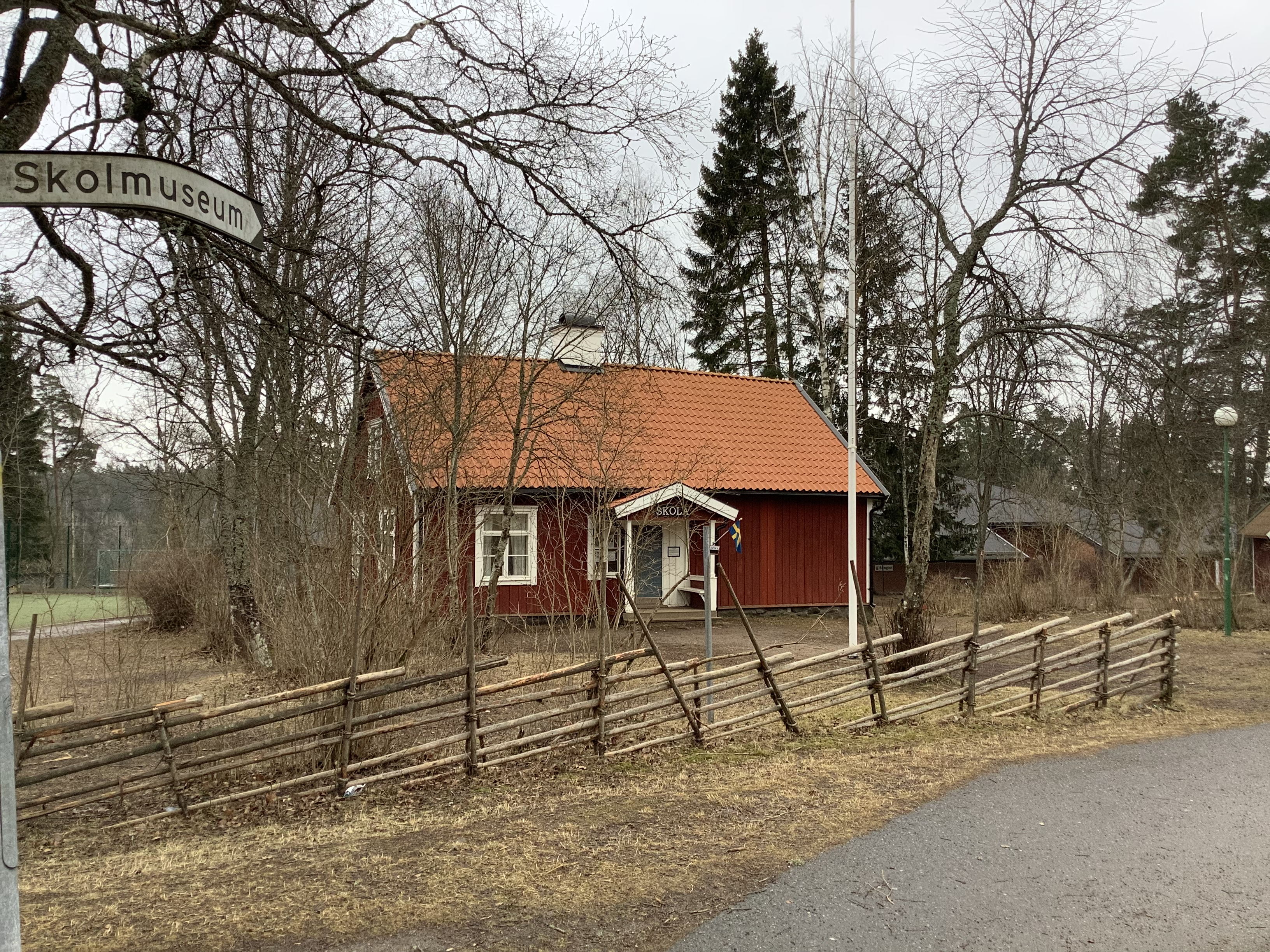
Svartbäckens gamla skola, i drift 1847–1932

Svartbäcksskolan är en grundskola i Haninge kommun, med förskoleklass och klasserna 1–6. I omedelbar anslutning ligger grundsärskolan Tyresta skola, med klasserna 1–6. Skolorna har gemensam skolledning.

## Historik
Svartbäckens skola inrättades enligt ett beslut 1845 av Österhaninge socken efter införandet av 1842 års folkskolestadga, som den första av tre tidiga skolor i socknen. Den finansierades av ägarna till Vendelsö och Söderby gårdar, och skolhuset uppfördes 1846 vid Tyrestavägen i det nuvarande området Svartbäcken. 
Enligt det av Strängnäs domkapitel 1838 stadfästa reglementet för Österhaninge församlings folk- och småskolor, var växelundervisning införd vid Svartbäckens folkskola, innebärande att äldre eleverna var monitörer för att hjälpa yngre elever med inlärningen. Undervisning skedde både i småskoleavdelningens tre klasser och folkskoleavdelningens tre klasser av endast en lärare.
Skolan drevs till 1932, då den lades ned. Lärarbostaden hyrdes ut fram till 1962 och hela byggnaden utnyttjades därefter som lokal för Vendelsö scoutkår fram till 1996. Den 15 februari 1997, på dagen 150 år efter den första skoldagen, invigdes där Svartbäckens skolmuseum.

## Nuvarande skolor
Österhaninge och Västerhaninge landskommuner slogs 1971 samman till Haninge kommun, som uppförde den nuvarande Svartbäcksskolan 1980.
Svartbäcksskolan och Tyresta skola har tillsammans omkring 470 elever och knappt 110 anställda.